# Elasmodactylus tetensis
Elasmodactylus tetensis (товстопалий гекон замбезійський) — вид геконоподібних ящірок родини геконових (Gekkonidae). Мешкає в Східній і Південній Африці.

## Поширення і екологія
Замбезійські товстопалі гекони мешкають в долині річки Замбезі на півночі Зімбабве, півдні Замбії і заході Мозамбіку (від Кариби до Тете), а також трапляються на півдні Малаві та на півдні Танзанії. Вони живуть в саванах мопане, трапляються на стовбурах дерев і в тріщинах серед скельних виступів. Ведуть нічний спосіб життя, живляться безхребетними. Самиці відкладають 2 яйця.